# 桂剧
桂劇是廣西的主要劇種之一，俗稱桂戲或桂班戲，是用桂林方言演唱的劇種，做工細膩貼切、生動活潑，借助面部表情和身段姿態傳情，注重以細膩而富於生活氣息的表演手法塑造人物。即使是武戲，也多是文做。流行於桂林、柳州、河池、南寧等地市和梧州地區北部操「官話」的城鄉，深受桂林人民的喜愛。
桂劇劇目相當豐富，有「大小本雜八百齣」之說。由於它的產生和發展與徽劇、漢劇、湘劇、祁劇都有著密切的血緣關係，所以它的劇目多與皮黃系統的兄弟劇種相似。道光、咸豐年間，祁劇傳入。由於戲路接近、語音相似，祁、桂藝人長期同台、同劇演出，使桂劇聲腔、演技深受影響，發展日臻成熟。
桂劇角色分為生、旦、淨、丑四大行當。生行又分生、末、外、小、武；旦行中又分旦、占、貼、夫；淨行則分為淨、副、末淨；丑得只分丑和小丑。